# استیونز (آرکانزاس)
استیونز (آرکانزاس) (به انگلیسی: Stephens, Arkansas) یک شهر در ایالات متحده آمریکا با جمعیت ۱٬۱۵۲ نفر است که در آرکانزاس واقع شده‌است.

## موقعیت جغرافیایی
موقعیت جغرافیایی شهرها و مناطق اطراف به شرح زیر است: